# Alma (gmina)
Alma – gmina w Rumunii, w okręgu Sybin. Obejmuje miejscowości Alma, Giacăș i Șmig. W 2011 roku liczyła 1886 mieszkańców.